# Илан Голдфайн
Илан Голдфайн (на португалски: Ilan Goldfajn) е бразилски икономист от еврейски произход, управител на Централната банка на Бразилия от 9 юни 2016 г. до 28 февруари 2019 г.
Илан Голдфайн е роден на 12 март 1966 г. в Хайфа, Израел.
През 1988 г. Голдфайн завършва икономика във Федералния университет на Рио де Жанейро, а през 1991 г. придобива магистърска степен в Католическия университет на Рио де Жанейро. През 1995 г. Голдфайн защитава докторска степен по икономика в Масачузетския технологичен институт, САЩ.
Между 1996 г. и 1999 г. работи в Международния валутен фонд, консултант е към Световната банка и други международни финансови институции. Между 2000 г. и 2003 г. е директор в Централната банка на Бразилия. Заема ръководни длъжности в други местни финансови институции - бил е координатор на проект в Бразилската банка за развитие и икономически директор в Итау Унибанко.
На 17 май 2016 г. Голдфайн е номиниран за гуверньор на Централнта банка на Бразилия от финансовия министър Енрике Мерейеш. Номинацията е одобрена от Федералния сенат с мнозинство от 53 гласа за срещу 13 против. Официално встъпва в длъжност на 9 юни 2016 г..